# Хаварский алфавит
Хаварский алфавит (курд. Alfabeya Hawar) — один из двух алфавитов, ныне используемых в Курдистане для письма на курдском языке.
Применяется среди курдов Северного Курдистана (Турция) и Западного Курдистана (Сирия), для записи севернокурдского и зазаки.

## Особенности
Используется расширенный латинский алфавит, состоящим из 26 букв основного латинского алфавита и с 5 буквами с диакритическими знаками, всего 31 буква (каждая из которых имеет прописные и строчные варианты):
| A a | B b | C c | Ç ç | D d | E e | Ê ê | F f | G g | H h | I i |
| Î î | J j | K k | L l | M m | N n | O o | P p | Q q | R r | S s |
| Ş ş | T t | U u | Û û | V v | W w | X x | Y y | Z z |     |     |

Турция не признает этот алфавит. Использование букв Q, W и X, которых не было в турецком, было запрещено. Это привело к судебным разбирательствам в 2000 и 2003 гг. С сентября 2003 года многие курды обращались в суд с просьбой изменить свои имена на курдские, написанные этими буквами, но это было безуспешно. Правительство Турции легализовало буквы Q, W и X как часть курдского алфавита только лишь в 2013 году.